# Tanja Žagar
Tanja Žagar, slovenska pevka, pianistka in učiteljica glasbe, * 1. julij 1982, Kranj. 
Poučuje klavir. Osnovno šolo Ledina je končala v Ljubljani leta 1997. Končala je tudi glasbeno gimnazijo v Ljubljani. Med letoma 1996 in 2005 je bila članica najstniške skupine Foxy Teens. Ta je dosegla zavidljive glasbene uspehe: skupina je dvakratna zmagovalka festivala Slovenska popevka (leta 1999 in 2001), izdala je 6 albumov (Ujemi ritem, Naj pada zdaj dež, Moja simpatija, Prva ljubezen, Še enkrat in Best of Foxy teens), 12 videospotov, 3 dokumentarne filme, igrani film ter nastopila na mnogih mednarodnih festivalih. Njihova največja uspešnica je bila »Naj pada zdaj dež«. Prvotne članice skupine Foxy teens so bile poleg Tanje Žagar še Gaynor Johnson, Maja Mavko in Mirna Reynolds. Kasneje se jim je pridružila Špela Grošelj. Po razpadu skupine je Tanja nadaljevala samostojno glasbeno pot. Njena prva samostojna pesem, s katero se je predstavila, je bila pesem »Odhajam«. Sledila je pesem »Lario dada«, s katero je prvič osvojila vrhove slovenskih lestvic. 
V letih 2005–2007 je predstavila še single »Pet poljubov«, »Naj se ve« in »Neka te, neka te«. S slednjo je avgusta 2007 osvojila prvo nagrado na mednarodnem festivalu v Ohridu. Leta 2008 je s pesmijo »Dani sretni« osvojila prvo nagrado na mednarodnem glasbenem festivalu Melodije Mostara.
Doslej je izdala 5 samostojnih studijskih albumov. Prvi je bil Tiho, tiho čas beži (2008), ki je bil prodan v platinasti nakladi in je bil najbolj prodajani album tistega leta. Drugi album Hvala, ker si ob meni ti (2009) je dosegel zlato naklado in je bil najbolj prodajan slovenski album v letu 2010.
Za svoje glasbeno ustvarjanje je prejela 2 viktorja za najboljšo glasbeno izvajalko (za leti 2011 in 2014) ter 8 Vikendovih gongov popularnosti v kategoriji pevcev in pevk (za leta 2010, 2011, 2012, 2013, 2014, 2015, 2016, 2017 − torej 8 let zapored).
Leta 2019 je s soplesalcem Arnejem Ivkovičem zmagala v 3. sezoni oddaje Zvezde plešejo na POP TV. 12 let pred tem, torej leta 2007, je prav tako zmagala v 3. sezoni zelo podobnega šova, ki se je prav tako imenoval Zvezde plešejo, na RTV Slovenija; takrat je bil njen soplesalec Matevž Ogorelec.

## Glasbeni festivali

### Sunčane skale − Nove zvezde[8]
- 2004: Odhajam
- 2005: Lario-dada

### Melodije Mostara
- 2005: Ladio-da-da[9]
- 2006: Neka, neka (slov. Naj se ve)[10]
- 2007:[11][12]
- 2008: Dani sretni (slov. Dnevi sreče, dnevi žalosti) – nagrada (publike) za najboljšo pesem festivala[13]
- 2013: Zaljubljena u život – posebna nagrada mesta Mostar[14][15]

### Ohridski trubaduri (ohridski festival)
- 2007: Neka te, neka te (z Nikolo Burovcem) – 1. nagrada strokovne žirije
- 2008: Idu, idu godine (slov. Tiho, tiho čas beži) − 5. mesto[16]
- 2012: Zaljubljena v življenje – 1. nagrada strokovne žirije[17]

### Festival dalmatinske šansone v Šibeniku
- 2009: Zaboravi (s Kemalom Montenom)[18]

### Balkan Music Awards (Sofija)
- 2010: S tabo – plaketa za najboljšo pesem Slovenije 2009

### Festival Mediafest (Plitviška jezera)
- 2010: Idu, idu godine[19]

## Diskografija

### Nosilci zvoka

#### Studijski albumi
- 2008: Tiho, tiho čas beži
- 2009: Hvala, ker si ob meni ti
- 2011: Naj živi lep spomin
- 2014: Številka 3
- 2016: Carica

#### Ostalo
- 2006: 5 poljubov / Lario-dada − fizični singel
- 2012: Zlati večer v živo: Veliki koncert z gosti – DVD in CD
- 2013: Številka 3 – digitalni singel (iTunes)
- 2016: Carica – digitalni singel (iTunes)
- 2017: Največji hiti

### Radijski singli in videospoti

#### Med letoma 2005 in 2012
| Leto | Pesem                                                  | Uradni video                    | Album                    |
| ---- | ------------------------------------------------------ | ------------------------------- | ------------------------ |
| 2005 | Lario da da                                            | 28-9-2005                       | Tiho, tiho čas beži      |
| 2006 | 5 poljubov                                             | 6-4-2006                        | Tiho, tiho čas beži      |
| 2006 | Mini                                                   | 13-7-2006                       | Tiho, tiho čas beži      |
| 2006 | Naj se ve                                              | 2007                            | Tiho, tiho čas beži      |
| 2007 | Neka te, neka te                                       | 18-9-2007                       | Tiho, tiho čas beži      |
| 2007 | Tiho, tiho čas beži                                    | 21-2-2008                       | Tiho, tiho čas beži      |
| 2008 | Če brez ljubezni bi                                    | 9-9-2008                        | Tiho, tiho čas beži      |
| 2009 | Dnevi sreče, dnevi žalosti                             | 23-3-2009                       | Tiho, tiho čas beži      |
| 2009 | Minili sta že leti dve (z ansamblom Spev)              | 22-5-2009                       | Hvala, ker si ob meni ti |
| 2009 | S tabo                                                 | 28-5-2009                       | Tiho, tiho čas beži      |
| 2009 | Hvala, ker si ob meni ti                               | 22-11-2009                      | Hvala, ker si ob meni ti |
| 2010 | Lepo je v dvoje (z Borisom Kopitarjem)                 | 3-8-2011                        | -                        |
| 2010 | Vsaj malo sonca (z Rokom Ferengjo)                     | 3-5-2010 (z Zborčkom od A do Ž) | Naj živi lep spomin      |
| 2010 | Poletje je najin čas                                   | 2-9-2010                        | Hvala, ker si ob meni ti |
| 2010 | Majhne nežnosti                                        | -                               | Hvala, ker si ob meni ti |
| 2011 | Tiho teče Sava                                         | -                               | Hvala, ker si ob meni ti |
| 2011 | Daleč je srce                                          | -                               | Hvala, ker si ob meni ti |
| 2011 | Naj živi lep spomin                                    | 30-12-2011                      | Naj živi lep spomin      |
| 2011 | Bavbav (z Adijem Smolarjem)                            | -                               | Naj živi lep spomin      |
| 2011 | Nora noč                                               | 22-11-2012                      | Naj živi lep spomin      |
| 2012 | Za naju pomlad bo vedno cvetela (z Marijanom Smodetom) | -                               | Naj živi lep spomin      |
| 2012 | Zame zakantaj                                          | 28-5-2013                       | Naj živi lep spomin      |
| 2012 | Zaljubljena v življenje                                | -                               | Naj živi lep spomin      |

#### Od leta 2013 naprej
| Leto | Pesem                              | Uradni video | SloTop50 !! Album |                     |
| ---- | ---------------------------------- | ------------ | ----------------- | ------------------- |
| 2013 | Kako je vroče                      | -            | 50                | Naj živi lep spomin |
| 2013 | Profesorca                         | -            | -                 | Naj živi lep spomin |
| 2013 | Številka 3                         | 14-1-2014    | 32                | Številka 3          |
| 2013 | Bila je jesen                      | 29-10-2013   | -                 | Naj živi lep spomin |
| 2014 | Vino, vino                         | -            | 35                | Številka 3          |
| 2014 | Arriva                             | 2-10-2014    | 36                | Številka 3          |
| 2014 | Vračam se domov                    | -            | -                 | Številka 3          |
| 2015 | Dadi ladi                          | 22-6-2015    | -                 | Številka 3          |
| 2015 | Nevarno!                           | -            | -                 | Številka 3          |
| 2015 | Carica                             | 9-2-2016     | 7                 | Carica              |
| 2016 | Trava                              | 23-9-2016    | -                 | Carica              |
| 2016 | Nina nana                          | 24-4-2017    | 22                | Carica              |
| 2016 | Lepo mi je                         | 12-5-2017    | -                 | Carica              |
| 2017 | Mala sobica                        | 19-6-2017    | -                 | Carica              |
| 2017 | Baraba                             | 11-9-2017    | -                 | Carica              |
| 2018 | Pet do polnoči                     | 31-12-2018   | -                 | -                   |
| 2019 | Pleši z mano zdaj (ft. Igor Mikič) | 1-10-2019    | -                 | -                   |
| 2020 | Moj roman                          | 21-4-2020    | -                 | -                   |
| 2020 | Rada sem tvoja                     | 22-9-2020    | -                 | -                   |

## Zasebno življenje
13. oktobra 2017 se jima je s partnerjem Mikijem Šarcem rodil sin Karlo. 19. julija 2021 sta dobila še hčerko Marino. Na svoj 42. rojstni dan, 1. julija 2024, je z javnostjo delila, da že pol leta preboleva raka dojke.